# ガール6
『ガール6』（Girl 6）は、1996年のアメリカ合衆国のコメディドラマ映画。スパイク・リー監督・製作、テレサ・ランドル、イザイア・ワシントン出演。本作は第49回カンヌ国際映画祭の「ある視点」部門で上映された。

## ストーリー
新人女優のジュディは多くのオーディションを受けていたが、役を得ることが出来ずにいた。マネージャーのマーレイからの紹介で、クエンティン・タランティーノによるオーディションを受けることになったが、タランティーノから胸を見せるよう言われジュディは反抗する。それでも彼から再度脱ぐように言われたため渋々脱ごうとするジュディだったが、脱いだ後に馬鹿らしくなった彼女はオーディションを放棄する。だがジュディが自らチャンスを捨てたことに呆れたマーレイは、彼女とのマネージャー関係を解消する。
オーディションを受ける傍ら生活費やレッスン料などを稼ぐためにアルバイトを掛け持ちしていたジュディだが、オーディションに受からない日々が続きそれだけでは金が足らなかった。ある日別れた元夫で盗癖があるシドに会い、ジュディは彼が未だに万引きをやめられずにいることを知る。その後ジュディは求人情報から稼げる仕事だというテレフォンセックスの募集を見つけ、3つの面接を受けた彼女は最初に受けた職場に決める。そしてテレフォンセックスのテクニックを教わったジュディは、「ガール6」というコードネームをもらい初仕事に挑み電話してきた客を魅了して成功に終わる。同僚や客に好評だったジュディは、常連客を得るなどテレフォンセックスの仕事が軌道に乗り始めていた。一方副業に比率を置きすぎていたため、舞台に立ったりオーディションを受けることなど本業である女優の仕事を怠り、同じアパートに住む友人で無職のジミーからも苦言を呈される。しかしジュディは女優としての役幅が増えると考え、客たちとテレフォンセックスを続ける。

## キャスト
| 役名             | 俳優                         | 日本語吹替 |
| 役名             | 俳優                         | VHS版      |
| ---------------- | ---------------------------- | ---------- |
| ジュディ ガール6 | テレサ・ランドル             | 塩田朋子   |
| シド             | イザイア・ワシントン         | 江原正士   |
| ジミー           | スパイク・リー               | 斎藤志郎   |
| ボス#1           | ジェニファー・ルイス         | 一城みゆ希 |
| ガール39         | デビ・メイザー               | 安達忍     |
| 客#1             | ピーター・バーグ             |            |
| 怯えた客#30      | マイケル・インペリオリ       |            |
| セールスガール#1 | クリステン・ウィルソン       |            |
| セールスガール#3 | デブラ・ウィルソン           |            |
| ガール75         | ナオミ・キャンベル           |            |
| ガール12         | グレッチェン・モル           |            |
| 客#4             | リチャード・ベルザー         |            |
| 客#33            | ラリー・パイン               |            |
| ボス#3           | マドンナ                     | 小宮和枝   |
| ボス#2           | アーサー・J・ナスカレッラ    | 小島敏彦   |
| マーレイ         | ジョン・タトゥーロ           | 堀内賢雄   |
| 監督#1           | クエンティン・タランティーノ | 田中正彦   |
| 監督#2           | ロン・シルヴァー             | 立木文彦   |
| 本人             | ハル・ベリー                 |            |
| 店主             | ランジット・チョウドリー     | 田原アルノ |
| 店主の妻         | リタ・ウルフ                 | 定岡小百合 |
| ロニー           | ネルソン・ヴァスケス         | 宝亀克寿   |
|                  |                              |            |
| 翻訳             |                              | 高山美香   |

- VHS版：20世紀フォックス ホーム エンターテイメント ジャパンから発売のVHSに収録。パラマウント・ジャパンから発売のDVD＆Blu-rayには未収録。

## スタッフ
- 監督・製作：スパイク・リー
- 脚本：スーザン＝ロリ・パークス
- 製作総指揮：ジョン・キリク
- 撮影監督：マリク・ハッサン・サイード
- プロダクションデザイナー：アイナ・メイヒュー
- 編集：サミュエル・D・ポラード
- 衣裳デザイン：サンドラ・ヘルナンデス
- 音楽：プリンス
- 日本語字幕：戸田奈津子
- 吹替翻訳：高山美香